# Madame X (film fra 1920)
 For alternative betydninger, se Madame X. (Se også artikler, som begynder med Madame X)
Madame X er en amerikansk stumfilm fra 1920 af Frank Lloyd.

## Medvirkende
- Pauline Frederick som Jacqueline Floriot
- William Courtleigh som Louis Floriot
- Casson Ferguson som Raymond Floriot
- Maude Louis som Rose Dubois
- Hardee Kirkland som Dr. Chessel
- Alan Roscoe som Cesaire Noel
- John Hohenvest som M. Valmorin
- Correan Kirkham som Helene Valmorin
- Sidney Ainsworth som Laroque
- Lionel Belmore som M. Robert Parissard
- Willard Louis som M. Merival
- Cesare Gravina som Victor
- Maude George som Marie